# GM-AvtoVAZ
Die russische Aktiengesellschaft GM-AvtoVAZ (russisch Лада Запад Тольятти / SAO Dschi Em-Awtowas) ist ein seit 2001 existierender russischer Automobilproduzent, der die Fahrzeuge unter dem Markenzeichen der Chevrolet Motor Division baut. Da diese Modelle jedoch nicht bei den normalen Chevrolet-Händlern zu erhalten sind, wird bei den Produktnamen der offizielle Produzentenname vorangestellt und ist zugleich dessen fester Bestandteil. In der Fahrzeug-Identifikationsnummer verwendet das Werk den Herstellercode X9L.

## Geschichte

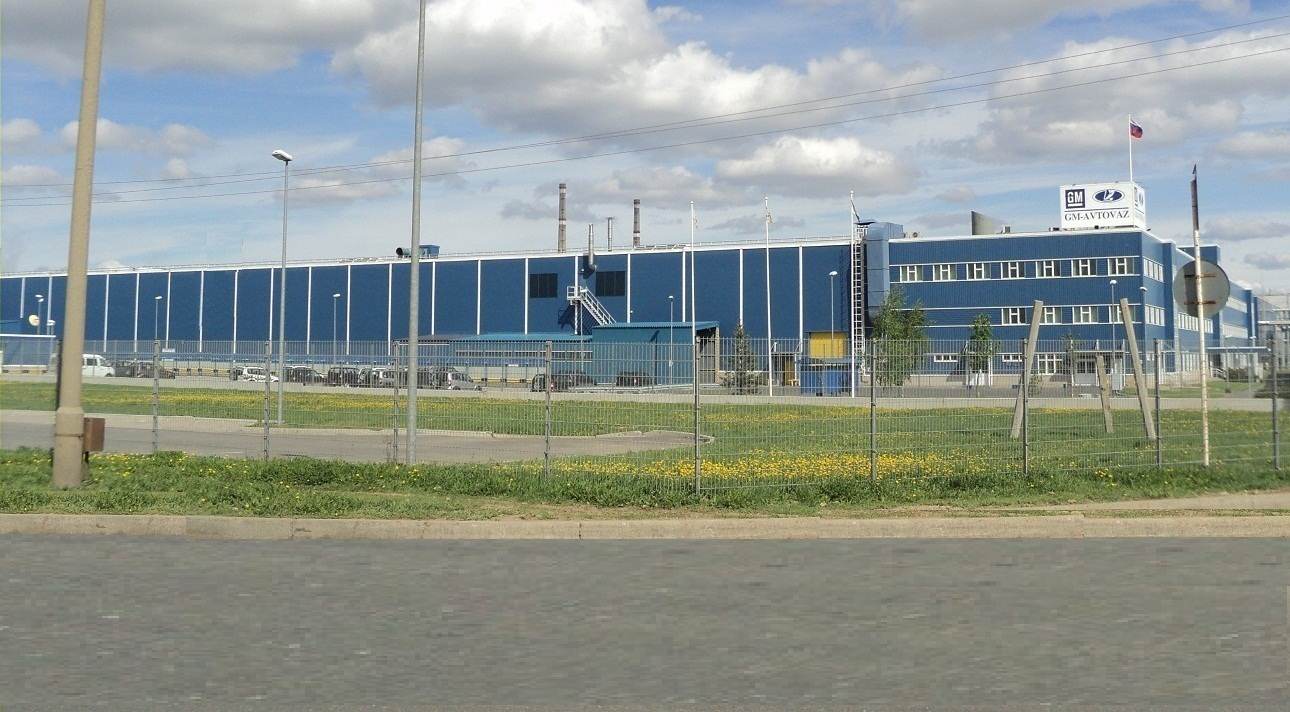
Werk in der Stadt Togliatti

Als Zusammenarbeit von Chevrolet und AO AvtoVAZ wurde das Unternehmen GM-AvtoVAZ am 27. Juni 2001 gegründet. Ziel des Unternehmens sollte es sein, die neue Generation des Niva in Großserie zu produzieren. Dies war AO AvtoVAZ (auch bekannt als Lada) bis dahin nicht gelungen. Die Firma Chevrolet, die 1999 und 2000 versuchte, den Niva via Rebadging unter eigenem Markenzeichen zu verwirklichen, scheiterte ebenfalls. Um effizienter gegen die bestehenden Probleme vorzugehen, sah man sich letztlich zu einem Joint-Venture gezwungen.
CJSC GM-AvtoVAZ (russisch: ЗАО Джи Эм-АВТОВАЗ, Transkription: GM-AWTOWAS) wurde am 30. Juli 2001 als Joint-Venture zwischen der GM-Tochter Chevrolet Motor Division (Vereinigte Staaten von Amerika), der russischen AO AvtoVAZ (Russische Föderation) und der Europäischen Bank für Wiederaufbau und Entwicklung (Europäische Union) beschlossen. Das Unternehmen stellt eine russische Aktiengesellschaft in der Rechtsform CJSC (Sakrytoje Akzionernoje Obschtschestwo / Закрытое Акционерное Общество) dar und hat damit einen vergleichbaren Status mit einer GmbH. Sie gilt jedoch als eine geschlossene Aktiengesellschaft, im englischen auch Closed Joint Stock Company genannt, woher sich die Rechtsform schließlich ableitet.
Die ersten Arbeitnehmer des Unternehmens wurden im August 2001 eingestellt. Im Oktober nahm man die Arbeit auf. Erstes Produkt des Unternehmens war wie geplant der Niva. Das Joint-Venture-Unternehmen produzierte auf vier Produktionsstraßen in Togliatti und erhoffte sich, den Niva zukünftig über weitere Produktionsstätten vertreiben zu können. Erste weitere Märkte sollten ab 2010 Osteuropa und anschließend Westeuropa werden. Ob das Modell dann allerdings als Lada oder Chevrolet vom Band rollen würde, war noch ungeklärt.
Im Januar 2006 übernahm AvtoVAZ-Vorstandsvorsitzender Boris Aljoschin über den Rüstungsbetrieb FGUP Rosoboronexport die Aktienmehrheit von GM-AvtoVAZ. Im Frühjahr 2009 stoppte das Werk seine gesamte Produktion für mehrere Wochen. Die Ursache dafür war die globale ökonomische Krise, durch die die Absatzzahlen fast aller Automobilhersteller drastisch sanken. So war letztlich auch das russisch-amerikanische Joint-Venture davon betroffen. Der Betrieb war unter vollständiger Staatskontrolle und wurde von Boris Aljoschin als Staatseigentum angesehen. General Motors hingegen beharrte auf seinem Anteil, da die von GM-AvtoVAZ produzierten Einheiten einen Marktanteil von etwa 70 Prozent der GM-Modellpalette innerhalb der Russischen Föderation ausmachten. Der Produktionsstopp kostete das Unternehmen pro Woche acht Millionen US-Dollar. Da zu dieser Zeit in Russland mehr PKWs als in der Volksrepublik China und in Indien zusammen verkauft wurden, war dies für das Unternehmen ein folgenschweres Ereignis. Auf Druck vieler Regierungsgegner, die behaupteten, dass zu viel Geld für unsinnige und nutzlose Staatsprojekte ausgegeben werde, nahm GM-AvtoVAZ die Produktion wieder auf. Am 1. Dezember 2009 wurde Jeffrey Glover von GM als zweiter Amerikaner (nach Richard Swando) Generaldirektor von GM-AvtoVAZ und löste damit John Hanson ab, der diesen Posten ab Februar 2007 innegehabt hatte. Im Dezember 2019 wurde bekanntgegeben, dass AvtoVAZ die 50-Prozent-Beteiligung von GM erwerben und GM sich komplett vom russischen Markt zurückziehen würde.

## Modelle

### Lada Niva 2123 1998–2002 / GM-AvtoVAZ Chevrolet Niva (seit 2002)

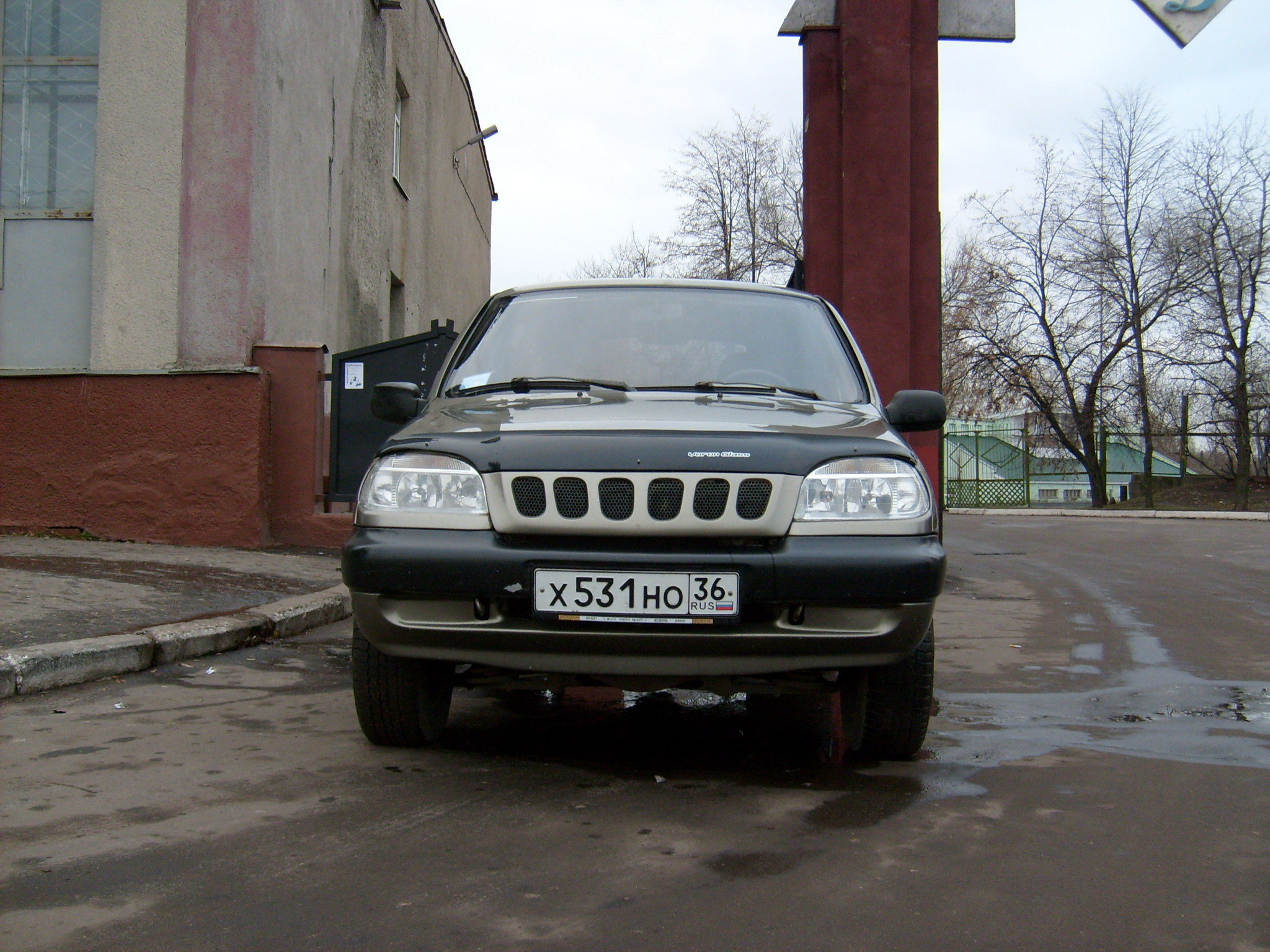
Lada Niva 2123

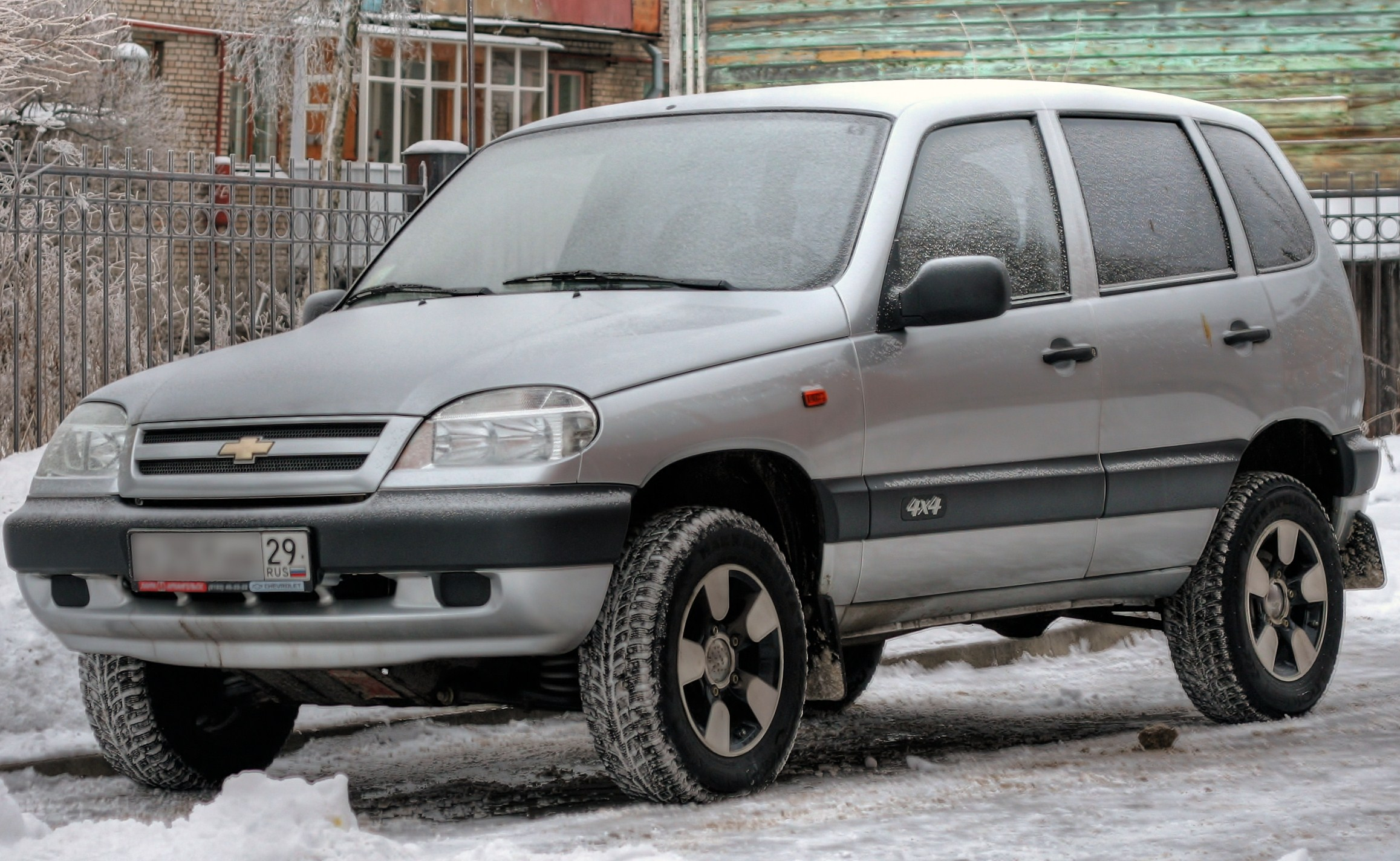
Chevrolet Niva 2002–2009

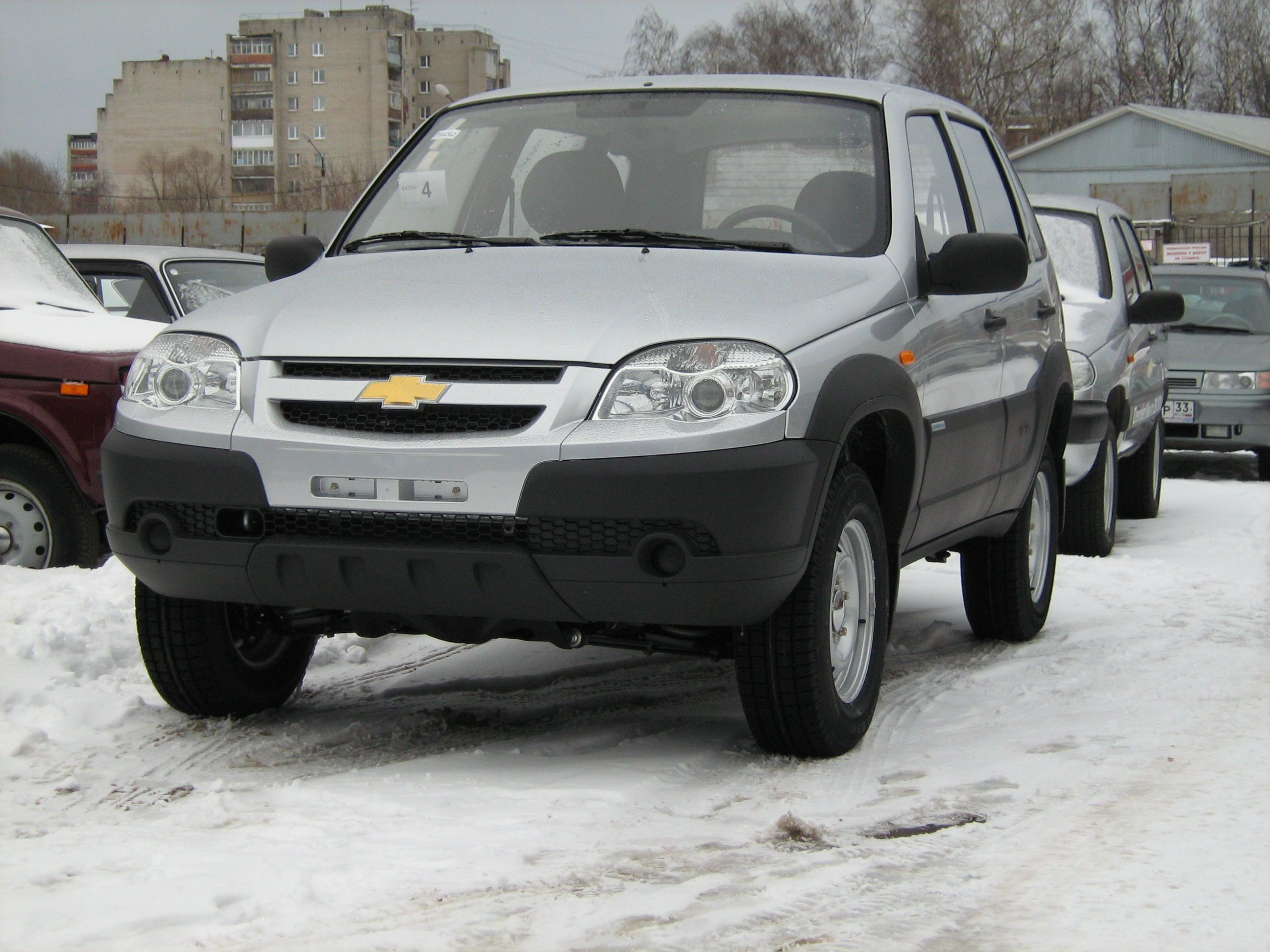
Chevrolet Niva Facelift ab 2009

Seit September 2002 wird bei GM-AvtoVAZ der Chevrolet Niva gefertigt, von AvtoVAZ geplant als Nachfolger des Lada Niva, der aber immer noch parallel bei AvtoVAZ gebaut wird.
Bereits 1998 war der Prototyp vorgestellt worden, und seit 1997 gab es Anstrengungen, dieses Modell in Serie zu produzieren. Aufgrund finanzieller Probleme, schlechter Qualität und mangelnder Ausstattungsoptionen war die Produktion als Lada Niva 2123 zwischen 1998 und 2002 nur in Kleinserie gelungen. Mit dem Joint-Venture übernahm GM-AutoVaz das Fahrzeug und produzierte nun den Chevrolet Niva, der zum beliebtesten Auto der Jahre 2004 und 2005 wurde.
Im September 2009 erhielt der Chevrolet Niva eine grundlegende Überarbeitung und ein neues Auftreten. So wurde das Äußere modernen Stilelementen angepasst und auch das Interieur komplett überarbeitet und westlichen Standards angepasst. Die Motoren blieben allerdings unverändert. Ein Vertrieb des neuen Niva nach Europa wäre somit denkbar, doch aufgrund der Nachfrage aus den GUS-Ländern wird dies nicht möglich sein. Pläne erwägen, die aktuelle facegeliftete Version auch in der Ukraine von der AvtoZAZ für den osteuropäischen Markt produzieren zu lassen. Gegebenenfalls könnte dabei auch eine geringe Anzahl nach Westeuropa exportiert werden. Aber auch Südamerika steht bereits als mögliches Vertriebsziel offen, wo Lada über ein eigenes Händlernetzwerk verfügt. Mit einer näheren Zusammenarbeit von Chevrolet und AvtoVAZ erhofft man auch hier den Absatz entsprechend steigern zu können und das Joint-Venture endgültig zu festigen, wie es bei Daewoo Motor der Fall war. 2009 erhielt der Chevrolet Niva nach dem Facelift die Auszeichnung als SUV of the Year.
| Leistung in PS          | 80       |
| cm³                     | 1690     |
| Zylinder                | 4        |
| Höchstgeschwindigkeit   | 140 km/h |
| Kofferraumladekapazität | 320 l    |
| Ladekapazität gesamt    | 650 l    |
| Gesamtanhängelast       | 450 kg   |
| Wenderadius             | 5,7 m    |
| Tank                    | 58 l     |
| Norm                    | Euro II  |

### GM-AvtoVAZ Chevrolet Niva FAM1 (2007–2009)
Eine stärkere Version des Niva ist der FAM1. Er befand sich ab August 2007 im Angebot. Der FAM1 hatte im Gegensatz zum Standardmodell sehr viele serienmäßige Sicherheitsausstattungen. Mit dem Facelift zum Jahr 2010 wurde der Niva FAM1 aus dem Modellprogramm gestrichen.
| Leistung in PS          | 125       |
| cm³                     | 1796      |
| Zylinder                | 4         |
| Höchstgeschwindigkeit   | 165 km/h  |
| Kofferraumladekapazität | 320 l     |
| Ladekapazität gesamt    | 650 l     |
| Gesamtanhängelast       | 400 kg    |
| Wenderadius             | unbekannt |
| Tank                    | 58 l      |
| Norm                    | Euro 4    |

### GM-AvtoVAZ Chevrolet Viva (2004–2008)

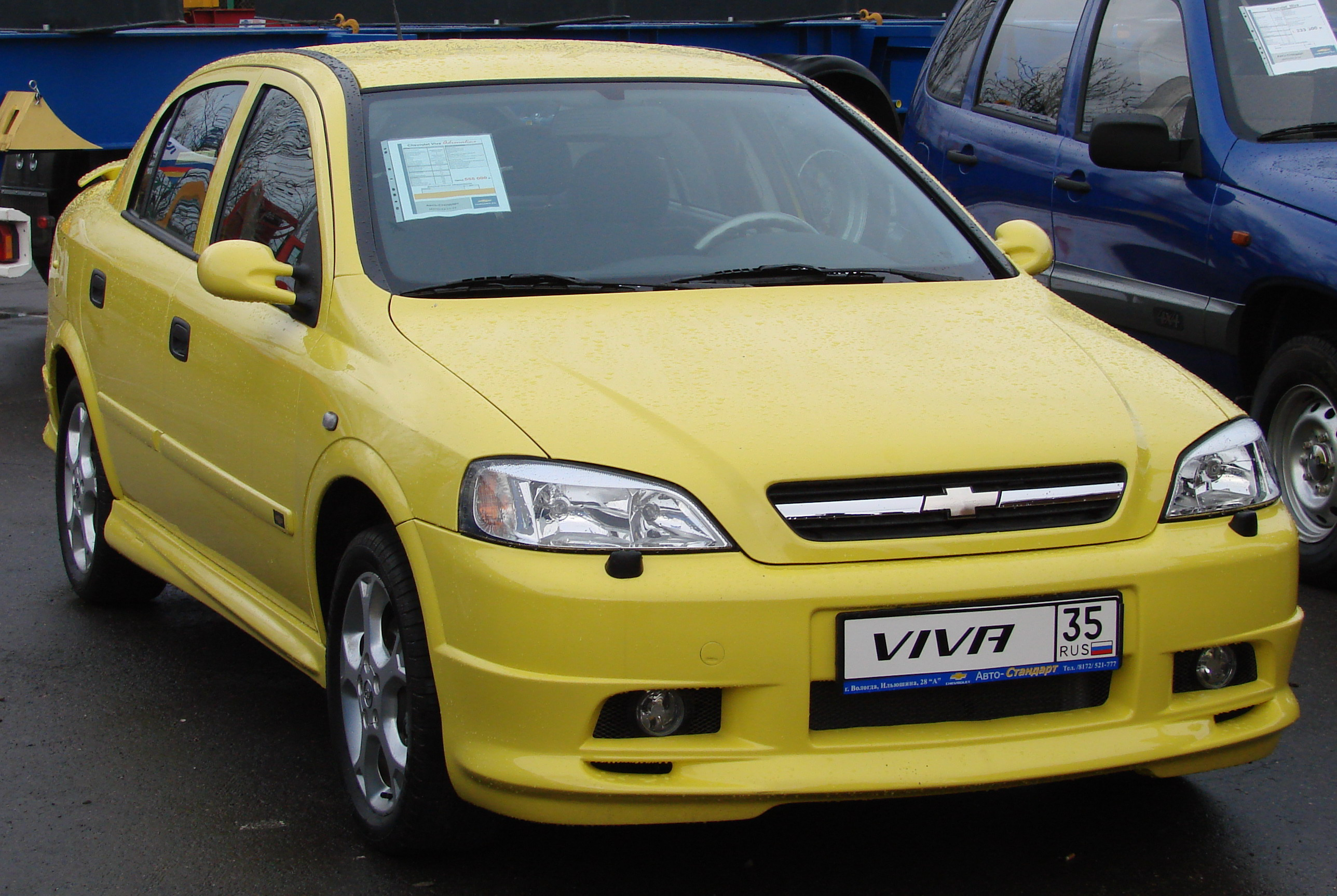
Chevrolet Viva

Eine Mittelklasse-Limousine für die Stadtbevölkerung war der ab 2004 angebotene Viva. Er basierte optisch und technisch auf dem Opel Astra T-3000. Die Produktion wurde im März 2008 aufgrund zu geringer Verkaufszahlen, die aus dem für russische Verhältnisse zu hohen Preis resultierten, wieder eingestellt. 
| Modellversion                 | L                | GLS                  | GLS                  | Adrenaline                     |
| Ausstattung                   | Grundausstattung | Gehobene Ausstattung | Gehobene Ausstattung | sportliches Mittelklasse-Coupé |
| Pferdestärken                 | 80               | 80                   | 125                  | 125                            |
| Hubraum in cm³                | 1690             | 1690                 | 1796                 | 1796                           |
| Höchstgeschwindigkeit in km/h | 140              | 140                  | 165                  | 165                            |
| Zylinder                      | 4                | 4                    | 4                    | 4                              |
| Kofferraumladekapazität in L  | 370              | 370                  | 370                  | 370                            |
| Ladekapazität gesamt in L     | 1180             | 1180                 | 1180                 | 1180                           |
| Gesamtanhängelast in kg       | unbekannt        | unbekannt            | unbekannt            | unbekannt                      |
| Wenderadius in m              | 8,2              | 8,2                  | 8,2                  | 8,2                            |
| Tankvolumen in L              | 58               | 58                   | 58                   | 58                             |
| Norm                          | Euro II          | Euro II              | Euro 4               | Euro 4                         |